# Journal of Economic Dynamics and Control
Das Journal of Economic Dynamics and Control ist eine  wissenschaftliche Fachzeitschrift zu volkswirtschaftlichen Themen des niederländischen Verlagshauses Elsevier. Es publiziert monatlich einen Band mit sowohl empirischen als auch theoretische Arbeiten zu den Bereichen Computational Economics, DSGE-Modellen sowie Makroökonomie.

## Redaktion
Das Journal wird von den sechs Redakteuren James Bullard, Herbert Dawid, Xiaofei He, Thomas A. Lubik, Christopher Otrok und B. Ravikumar geleitet. Sie erfahren Unterstützung durch 13 beratende und über 40 assoziierte Redakteure. Chefredakteur ist Oded Galor.

## Rezeption
Eine Studie der französischen Ökonomen Pierre-Phillippe Combes und Laurent Linnemer listet das Journal mit Rang 32 von 600 wirtschaftswissenschaftlichen Zeitschriften in die drittbeste Kategorie A ein.